# Javier Lazpiur
Javier Lazpiur Artabe (Bergara, 2 februari 1970) is een Spaans voormalig professioneel wielrenner. Hij reed voor Banetso en Euskadi. Tijdens zijn professionele carrière won hij geen enkele koers.

## Grote rondes
Geen